# Franz Joseph Gall

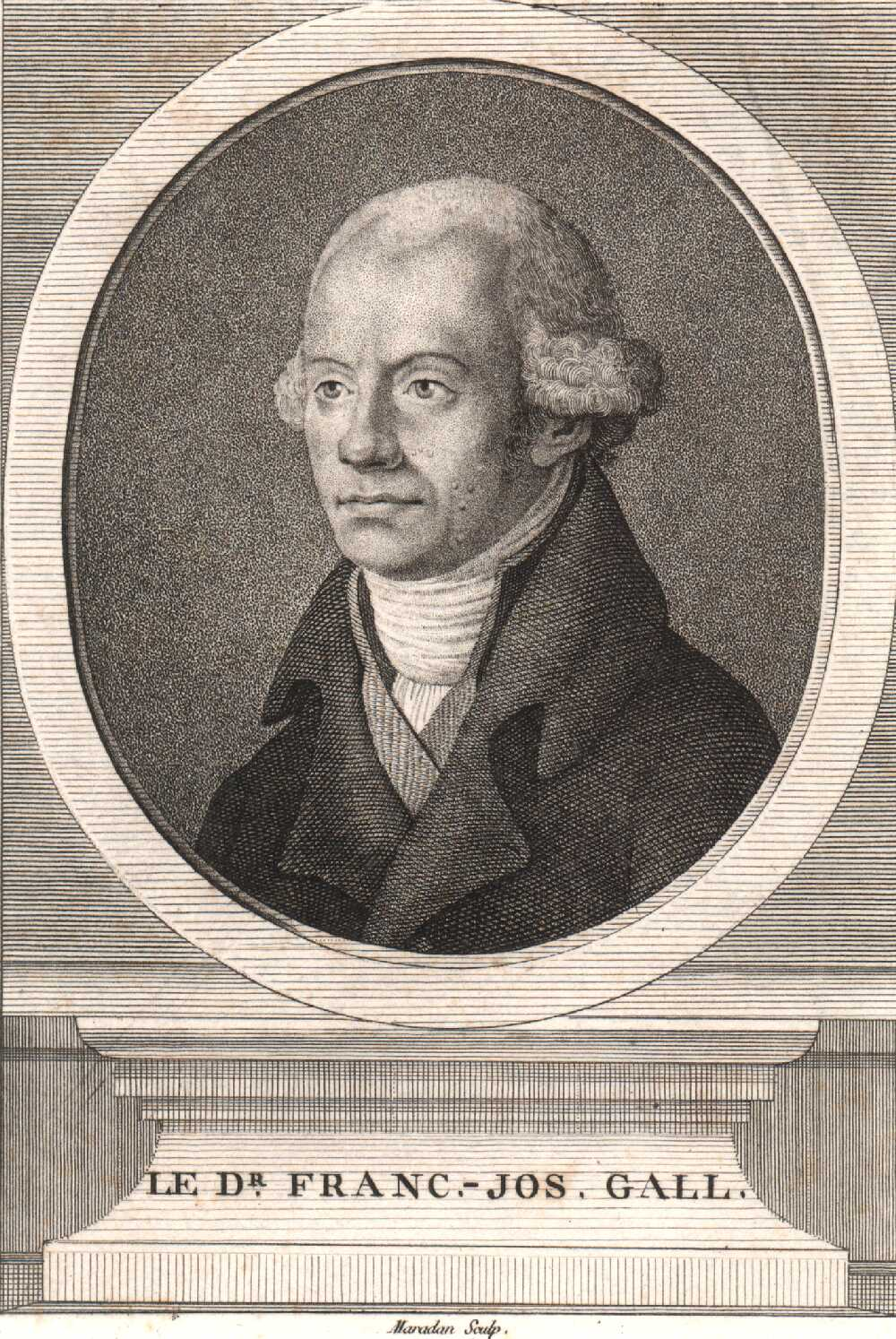
Franz Joseph Gall.

Franz Joseph Gall, född 9 mars 1758 i byn Tiefenbrunn i amtet Pforzheim (Baden), död 22 augusti 1828 i Montrouge nära Paris, var en tysk läkare, känd som frenologins grundläggare.
Efter att Gall 1781–85 studerat medicin i Wien och där 1785 erhållit doktorsdiplom, började han praktisera som läkare. Men mer än åt praktiken ägnade han sig åt neuroanatomiska och fysiologiska forskningar, i synnerhet rörande hjärnan och dess funktioner. Redan som barn hade Gall tyckt sig finna, att olika förmögenheter och böjelser hos människan på olika sätt gav sig till känna i huvudskålsbildningen. Genom fortsatta iakttagelser och jämförelser kom han till den övertygelsen icke blott att anlag och förmögenheter berodde på hjärnans funktioner, utan även att dessa avtecknade sig uti hjärnans yttre former. 1796 började han i Wien hålla föreläsningar över sina upptäckter. Han hade redan flera år fortsatt härmed, då regeringen i början av 1802 förbjöd honom att fortsätta, eftersom hans lära ledde till materialism och sålunda stred mot moralens och religionens grundsatser. I sällskap med sin trogne medarbetare Johann Spurzheim lämnade Gall 1805 Wien, varefter de under stort bifall förkunnade frenologins grundsatser i flera länder, Preussen, Sachsen, Sverige, Holland, Bayern och Schweiz.
År 1807 bosatte han sig i Paris och började snart en föreläsningskurs, som hänförde många lärde. Han utvecklade närmare sina åsikter i en avhandling, Recherches sur le système nerveux en general et sur celui du cerveau en particulier, som redan 1804 inlämnades till Institut de France, men först 1809 trycktes med upptagande av Spurzheim som medförfattare. Åren 1810–19 utgav Gall sitt förnämsta arbete, Anatomie et physiologie du système nerveux en general et du cerveau en particulier, fyra band (1822–25; mindre upplaga i sex band, med nya tillägg, innehållande försvar för läran). Gall invaldes 1823 som utländsk ledamot 250 av Kungliga Vetenskapsakademien.
Gall begravdes på kyrkogården Père-Lachaise i Paris, där ett monument rests över honom. Enligt hans egen föreskrift preparerades hans huvud och införlivades med hans till Jardin des plantes skänkta samling. Gall var en mycket betydande anatom och inlade även genom sitt framhållande av hjärnan som materiellt underlag för själsverksamheten stor förtjänst. Däremot är det psykologisk-anatomiska system, som han uppfann i grund och botten misslyckat och erbjuder endast en ytlig likhet med senare tiders föreställningar om lokalisationen av förrättningarna i stora hjärnans bark.